# 1158
| Calendário gregoriano                                                        | 1158 MCLVIII                                          |
| Ab urbe condita                                                              | 1911                                                  |
| Calendário arménio                                                           | 607 – 608                                             |
| Calendário bahá'í                                                            | -686 – -685                                           |
| Calendário budista                                                           | 1702                                                  |
| Calendário chinês                                                            | 3854 – 3855 Início a 1 de fevereiro (aproximadamente) |
| Calendário copta                                                             | 874 – 875                                             |
| Calendário etíope                                                            | 1150 – 1151                                           |
| Calendários hindus - Vikram Samvat - Calendário nacional indiano - Cáli Iuga | 1213 – 1214 1079 – 1080 4258 – 4259                   |
| Calendário Holoceno                                                          | 11158                                                 |
| Calendário islâmico                                                          | 553 – 554                                             |
| Calendário judaico                                                           | 4918 – 4919                                           |
| Calendário persa                                                             | 536 – 537                                             |
| Calendário rúnico                                                            | 1408                                                  |
| Calendário solar tailandês                                                   | 1701                                                  |

1158 (MCLVIII, na numeração romana) foi um ano comum do século XII do Calendário Juliano, da Era de Cristo, e a sua letra dominical foi E (52 semanas), teve início a uma quarta-feira, terminou também a uma quarta-feira. No reino de Portugal estava em vigor a Era de César que já contava 1196 anos.
| Ano completo                        |
| ----------------------------------- |
| Ano comum com início à quarta-feira |

## Eventos
- 11 de janeiro - Sobe ao trono Ladislau II, rei da Boémia.
- 22 de maio em Sahagún, Fernando II de Leão e Sancho III de Castela concordam em unir os seus esforços para submeter D. Afonso Henriques.
- 24 de junho - Conquista de Alcácer do Sal.
- A Libra Estrelina torna-se na moeda de Inglaterra.
- No Japão, o Imperador Go-Shirakawa aposenta-se, deixando o lugar de imperador vago.
- Afonso VIII sucede a Sancho III no trono de Castela.
- Fundação de Munique, capital da Baviera (Alemanha).

## Nascimentos
- 23 de Setembro - Godofredo Plantageneta, Duque da Bretanha.